# Глуховский (Волгоградская область)
Глуховский —  опустевший хутор  в Кумылженском районе Волгоградской области России. Входит в состав  Поповского сельского поселения. 

## История
В соответствии с Законом Волгоградской области от 14 февраля 2005 года № 1006-ОД «Об установлении границ и наделении статусом Кумылженского района и муниципальных образований в его составе» хутор вошёл в состав образованного Поповского сельского поселения.

## География
Расположен в  западной части региона, в лесостепи, в пределах Хопёрско-Бузулукской равнины, являющейся южным окончанием Окско-Донской низменности.
Абсолютная высота 120  метров над уровнем моря.

## Население
| 2010 |
| ---- |
| 0    |

Национальный состав
Согласно результатам переписи 2002 года, в национальной структуре населения
русские составляли  100 % из общей численности населения в 1 чел. .

## Инфраструктура
Было развито сельское хозяйство, личное подсобное хозяйство.

## Транспорт
Просёлочные дороги. 